# Римська академія витончених мистецтв
Римська академія витончених мистецтв (італ. Accademia di belle arti di Roma) — державний вищий навчальний заклад у Римі, Італія.

## Історія
Академія бере початок від Академії Святого Луки — об'єднання художників, скульпторів і архітекторів, заснованого в другій половині XVI століття за ініціативою Джироламо Муціано і Федеріко Цуккарі. В 1754 році при академії була відкрита вільна школа оголеної натури (італ. Scuola Libera del Nudo), що діє донині.
Після об'єднання Італії і проголошення Риму столицею в 1870 році з ініціативи 50-ти художників була проведена реформа Академії, яка до цього перебувала під папською владою. Всі колишні викладачі були замінені на призначуваних державою, а сама академія фактично була націоналізована.